# Kızılcaköy, Köşk
Kızılcaköy là một xã thuộc huyện Köşk, tỉnh Aydın, Thổ Nhĩ Kỳ. Dân số thời điểm năm 2010 là 815 người.